# The Osmonds
The Osmonds sind eine US-amerikanische Musikgruppe, deren Mitglieder aus einer Großfamilie stammen. Sie hatten ihre größten Erfolge in der ersten Hälfte der 1970er Jahre in den USA und in Großbritannien. Ihr größter Hit war 1972 der Song Crazy Horses. Einzelne Familienmitglieder hatten auch erfolgreiche Solokarrieren.

## Bandgeschichte

### Anfänge und Erfolge in der Heimat
Das Ehepaar George (1917–2007) und Olive Osmond (1925–2004) aus Ogden im US-Bundesstaat Utah hatte insgesamt neun Kinder (George, Tom, Alan, Wayne, Merrill, Jay, Donny, Marie und Jimmy) sowie 55 Enkelkinder; die Mitglieder der Osmonds entstammen alle dieser Großfamilie. Ende der 1950er begannen die Brüder Alan, Wayne († 1. Januar 2025), Merrill und Jay gemeinsam zu singen und traten auf lokalen Dorffesten und in Vergnügungsparks auf. 1962 gingen sie nach Los Angeles, um für die Lawrence Welk Show vorzusingen. Sie wurden nicht vorgelassen und gingen stattdessen ins Disneyland Resort, wo sie spontan bei einem Wettbewerb auftraten. Sie wurden von Tommy Walker, einem Talentsucher von Disney, entdeckt und als Barbershop-Showband des Vergnügungsparks eingestellt. Im selben Jahr wurde dort bei einem Auftritt Andy Williams’ Vater auf sie aufmerksam. Wenige Tage vor Weihnachten traten sie erstmals in der neuen Show seines Sohns auf und waren regelmäßig bis zu ihrem Ende 1967 darin vertreten. Sie fanden auch Zeit an anderen Fernsehserien teilzunehmen, z. B. The Travels of Jaimie McPheethers, Seven Little Foys. Donny Osmond trat 1964 das erste Mal mit seinen Brüdern in der Andy Williams Show auf und wurde dann auch Teil der Band. Während dieser Zeit tourten sie durch die Vereinigten Staaten und reisten auch nach Schweden und Japan. Nach der Andy Williams Show nahmen sie bis 1969 regelmäßig an der Jerry Lewis Show teil.
In dieser Zeit wurden sie bekannter und entwickelten ihre Talente. Sie lernten 28 Musikinstrumente, perfektionierten ihre Tanzeinlagen und lernten mit dem Publikum umzugehen.
1970 begann der Erfolg der Jackson Five und auch der Partridge Family, und Mike Curb beschloss, sie als ähnliche Familienband bei seinem Label MGM Records unter Vertrag zu nehmen. Zusammen mit dem Erfolgsproduzenten Rick Hall nahmen sie 1971 ihr Label-Debütalbum Osmonds auf. Es wurde ein Millionenseller. Die von George Jackson komponierte Single One Bad Apple stand 5 Wochen auf Platz eins der US-Singlecharts und verkaufte sich ebenfalls über eine Million Mal. Innerhalb von zwei Jahren veröffentlichten sie fünf Alben, die alle Gold-Status erreichten. Mit Yo-Yo und Down By the Lazy River hatten sie zwei weitere Top-5-Singles und Millionenseller. Bruder Donny startete parallel dazu seine Solokarriere.

### Osmondmania in Europa
Das Jahr 1973 bedeutete einen Wendepunkt. Die Begeisterung um die Familienbands hatte in den USA nachgelassen, das Album Crazy Horses war noch sehr erfolgreich gewesen, der Titelsong verpasste aber die Top 10. Das Konzeptalbum The Plan, das auf ihren Mormonenglauben Bezug nimmt, erreichte nicht mehr die früheren Erfolge, das Nachfolgealbum Love Me for a Reason war das letzte Top-100-Album der Band in den USA. Genau umgekehrt verlief die Karriere in Europa und insbesondere in Großbritannien. Es brach eine richtige Hysterie aus, die die Bezeichnung Osmondmania erhielt, besonders ausgelöst durch den Song Crazy Horses. Er wurde ein großer Hit, der Platz eins in Belgien und den Niederlanden und Platz zwei in England und Deutschland erreichte. 1973 erhielten sie in Deutschland den Silbernen und 1974 den Bronzenen Bravo Otto der Jugendzeitschrift BRAVO.
Das Album The Plan kam in den britischen Charts auf Platz 6 und war das erste von fünf Alben, das dort mit Gold oder Silber ausgezeichnet wurde. Insgesamt kamen sie mit fünf Singles in die UK Top 5, darunter der Song Love Me for a Reason, der Platz eins und Goldstatus erreichte. Mit I Can’t Live a Dream hatten sie aber 1976 ihren letzten Hit in den offiziellen Charts von Großbritannien und den USA.
In den fünf Jahren verkauften die Osmonds mehr als 77 Millionen Schallplatten und wurden mit sieben Silbernen, elf Goldenen und einer Platin-Schallplatte ausgezeichnet. Sie tourten durch zahlreiche Länder. Donny und Marie Osmond traten immer wieder mit ihren Brüdern auf, verfolgten aber gleichzeitig ihre Solokarrieren. Die Familie machte immer mehr zusammen, ganz besonders als 1976 die Donny und Marie Show wöchentlich im Fernsehen gezeigt wurde, die 1979 in The Osmond Family Show umbenannt wurde.

### Späte Jahre
1982 änderten die ursprünglichen vier Osmonds die Musikrichtung und spielten als die Osmond Brothers bevorzugt Country-Musik. Mit zwei Alben und 11 Songs kamen sie in die US-Country-Charts. In der Folge nahmen aber die negativen Nachrichten um die Familie zu. Es wurde bekannt, dass der dominante Vater, der im Zweiten Weltkrieg in der Armee gewesen war, die Kinder mit Drill in die Karriere getrieben hatte. Danach hatte er den größten Teil des Vermögens verspekuliert. Merrill Osmond musste einen persönlichen Offenbarungseid ablegen. Donny Osmond kam mit dem ausbleibenden Erfolg nicht zurecht und fiel in schwere Depressionen. Auch andere Mitglieder trafen gesundheitliche Schicksalsschläge, so erkrankte Alan Osmond an Multipler Sklerose. 1996 zog er sich aus den Osmond Brothers zurück und Jimmy übernahm seinen Platz. Dazu kamen Streitigkeiten untereinander und Beziehungsprobleme. Dem gegenüber standen wirtschaftliche und musikalische Erfolge von Jimmy Osmond. Donny konnte Ende der 1980er am Broadway wieder Fuß fassen und trat später mit Marie in Las Vegas auf. Außerdem gelang es den Brüdern, in Missouri das Osmond Family Theatre für ihre Auftritte zu etablieren.
Bereits 1982 wurde mit Side by Side: The True Story of the Osmond Family ein erster Fernsehfilm über die Osmonds produziert, der die Anfänge der Familie und ihren Weg zum Erfolg thematisiert. Die Biografie basiert auf einem Buch von Marie Osmond, die im Film auch ihre Mutter Olive Osmond spielt. Joseph Bottoms spielt Vater George Osmond.
Im Jahre 2001 wurde der Fernsehfilm Inside the Osmonds veröffentlicht, der auf dem Leben der Familie und ihrem musikalischen Werdegang beruht. Die Hauptrollen übernahmen unter anderem Bruce McGill, Veronica Cartwright, Joel Berti und Trevor Blumas.
2008 feierten die Osmonds ihr 50-jähriges Jubiläum mit einem gemeinsamen Konzert in Las Vegas, bei dem zum ersten Mal seit 27 Jahren wieder alle Mitglieder zusammenkamen.

## Diskografie

### Alben
- Songs We Sang on the Andy Williams Show (1963)
- We Sing You a Merry Christmas (Weihnachtsalbum, 1963)
- Preview: The Travels of Jaimie McPheeters (1963)
- The New Sound of the Osmond Brothers Singing More Songs They Sang on the Andy Williams Show (1965)
- The Wonderful World of the Osmond Brothers (1968)
- Hello! The Osmond Brothers (1970)

| Jahr | Titel                                    | Höchstplatzierung, Gesamtwochen, AuszeichnungChartplatzierungen (Jahr, Titel, Platzierungen, Wochen, Auszeichnungen, Anmerkungen) | Höchstplatzierung, Gesamtwochen, AuszeichnungChartplatzierungen (Jahr, Titel, Platzierungen, Wochen, Auszeichnungen, Anmerkungen) | Höchstplatzierung, Gesamtwochen, AuszeichnungChartplatzierungen (Jahr, Titel, Platzierungen, Wochen, Auszeichnungen, Anmerkungen) | Anmerkungen                                             |
| Jahr | Titel                                    | DE | UK | US | Anmerkungen                                             |
| ---- | ---------------------------------------- | --- | --- | --- | ------------------------------------------------------- |
| 1970 | Osmonds                                  | — | — | US14 Gold · (43 Wo.)US | Erstveröffentlichung: November 1970                     |
| 1971 | Homemade                                 | — | — | US22 Gold · (34 Wo.)US | Erstveröffentlichung: 19. Juni 1961                     |
| 1972 | Phase-III                                | — | — | US10 Gold · (35 Wo.)US | Erstveröffentlichung: 29. Januar 1972                   |
| 1972 | The Osmonds Live                         | — | UK13 (22 Wo.)UK | US13 Gold · (29 Wo.)US | Erstveröffentlichung: 5. Juni 1972 Livealbum            |
| 1972 | Crazy Horses                             | DE26 (5 Wo.)DE | UK9 (19 Wo.)UK | US14 Gold · (22 Wo.)US | Erstveröffentlichung: 13. Oktober 1972                  |
| 1973 | The Plan                                 | — | UK6 Gold · (25 Wo.)UK | US58 (20 Wo.)US | Erstveröffentlichung: 30. Juni 1973                     |
| 1974 | Our Best to You                          | — | UK5 Gold · (20 Wo.)UK | — | Kompilation                                             |
| 1974 | Love Me for a Reason                     | — | UK13 Silber · (9 Wo.)UK | US47 (14 Wo.)US | Erstveröffentlichung: November 1974                     |
| 1975 | The Proud One / I’m Still Gonna Need You | — | UK9 Silber · (7 Wo.)UK | US160 (5 Wo.)US | Erstveröffentlichung: 30. August 1975                   |
| 1975 | Around the World – Live in Concert       | — | UK41 Silber · (1 Wo.)UK | US148 (8 Wo.)US | Livealbum                                               |
| 1976 | Brainstorm                               | — | — | US145 (6 Wo.)US | Erstveröffentlichung: 19. Mai 1976                      |
| 1976 | The Osmond Christmas Album               | — | — | US127 (5 Wo.)US | Erstveröffentlichung: 18. Dezember 1976 Weihnachtsalbum |
| 1978 | The Osmonds Greatest Hits                | — | — | US192 (3 Wo.)US | Kompilation                                             |
| 1996 | The Very Best Of                         | — | UK17 Silber · (6 Wo.)UK | — | Erstveröffentlichung: 8. April 1996 Kompilation         |
| 2003 | Ultimate Collection                      | — | UK4 (18 Wo.)UK | — | Kompilation                                             |
| 2008 | 50th Anniversary Reunion Concert         | — | — | US177 (1 Wo.)US |                                                         |
| 2012 | Can’t Get There Without You              | — | UK56 (1 Wo.)UK | — |                                                         |

Weitere Alben
- Steppin’ Out (1979)
- The Osmond Brothers (Country-Album, 1982)
- One Way Rider (Country-Album, 1984)
- The All-Time Greatest Hits of the Osmond Family (Box, 2000)
- 20th Century Masters – The Millennium Collection: The Best of the Osmonds (2002)
- Osmondmania! (2003)
- Very Best of the Osmonds (2008, UK: Platin)
- Merry Christmas (2016)

### Singles
| Jahr | Titel Album                            | Höchstplatzierung, Gesamtwochen, AuszeichnungChartplatzierungen (Jahr, Titel, Album, Platzierungen, Wochen, Auszeichnungen, Anmerkungen) | Höchstplatzierung, Gesamtwochen, AuszeichnungChartplatzierungen (Jahr, Titel, Album, Platzierungen, Wochen, Auszeichnungen, Anmerkungen) | Höchstplatzierung, Gesamtwochen, AuszeichnungChartplatzierungen (Jahr, Titel, Album, Platzierungen, Wochen, Auszeichnungen, Anmerkungen) | Höchstplatzierung, Gesamtwochen, AuszeichnungChartplatzierungen (Jahr, Titel, Album, Platzierungen, Wochen, Auszeichnungen, Anmerkungen) | Anmerkungen |
| Jahr | Titel Album                            | DE | CH | UK | US | Anmerkungen |
| ---- | -------------------------------------- | --- | --- | --- | --- | --- |
| 1970 | One Bad Apple Osmonds                  | — | — | UK89 (2 Wo.)UK | US1 Gold · (15 Wo.)US | Erstveröffentlichung: November 1970 in UK erst 1988 in den Charts                                                         |
| 1971 | I Can’t Stop –                         | — | — | — | US96 (1 Wo.)US | Erstveröffentlichung 1967 als The Osmond Brothers                                                                         |
| 1971 | Double Lovin’ Homemade                 | — | — | — | US14 (9 Wo.)US | Erstveröffentlichung: April 1971                                                                                          |
| 1971 | Yo-Yo Phase-III                        | — | — | — | US3 Gold · (13 Wo.)US | Erstveröffentlichung: August 1971 Original: Billy Joe Royal (1966), Autor: Joe South                                      |
| 1972 | Down By the Lazy River Phase-III       | — | — | UK40 (5 Wo.)UK | US4 Gold · (14 Wo.)US | Erstveröffentlichung: Januar 1972                                                                                         |
| 1972 | Hold Her Tight Crazy Horses            | — | — | — | US14 (9 Wo.)US | Erstveröffentlichung: Juni 1972                                                                                           |
| 1972 | We Can Make It Together –              | — | — | — | US68 (10 Wo.)US | Erstveröffentlichung: August 1972 Steve & Eydie featuring the Osmonds                                                     |
| 1972 | Crazy Horses                           | DE2 (23 Wo.)DE | CH5 (9 Wo.)CH | UK2 (22 Wo.)UK | US14 (12 Wo.)US | Erstveröffentlichung: Oktober 1972 in UK zweimal Wiedereintritt 1995 (Platz 50) bzw. 1999 (Platz 34) für jeweils 2 Wochen |
| 1973 | Goin’ Home The Plan                    | DE19 (8 Wo.)DE | — | UK4 Silber · (10 Wo.)UK | US36 (8 Wo.)US | Erstveröffentlichung: Mai 1973                                                                                            |
| 1973 | Let Me In The Plan                     | — | — | UK2 Silber · (14 Wo.)UK | US36 (10 Wo.)US | Erstveröffentlichung: August 1973                                                                                         |
| 1974 | I Can’t Stop –                         | — | — | UK12 (10 Wo.)UK | — | |
| 1974 | Love Me for a Reason                   | DE39 (1 Wo.)DE | — | UK1 Gold · (9 Wo.)UK | US10 (13 Wo.)US | Erstveröffentlichung: August 1974                                                                                         |
| 1975 | Having a Party Love Me for a Reason    | — | — | UK28 (8 Wo.)UK | — | Erstveröffentlichung: Februar 1975                                                                                        |
| 1975 | The Proud One                          | — | — | UK5 Silber · (8 Wo.)UK | US22 (11 Wo.)US | Erstveröffentlichung: Mai 1975                                                                                            |
| 1976 | I’m Still Gonna Need You The Proud One | — | — | UK32 (4 Wo.)UK | — | Erstveröffentlichung: 2. Januar 1976                                                                                      |
| 1976 | I Can’t Live a Dream Brainstorm        | — | — | UK37 (5 Wo.)UK | US46 (9 Wo.)US | Erstveröffentlichung: August 1976                                                                                         |

Weitere Singles
- Movie Man (1973)
- Back on the Road Again (1976)
- Rainin’ (1979)
- Steppin’ Out (1979)

Country-Songs als The Osmond Brothers
- I Think About Your Lovin’ (1982)
- It’s Like Falling in Love (Over and Over) (1982)
- Never Ending Song of Love (Original: Delaney & Bonnie & Friends; 1982)
- She’s Ready for Someone to Love Her (1983)
- Where Does an Angel Go When She Cries (1984)
- If Every Man Had a Woman Like You (1984)
- Anytime (1985)
- Baby, When Your Heart Breaks Down (1985)
- Baby Wants (1986)
- You Look Like the One I Love (1986)
- Looking for Suzanne (1986)